# Староста (Україна)
Ста́роста — адміністративна посада місцевого самоврядування в Україні запроваджена у 2015 році для належного представлення інтересів усіх жителів старостинських округ в укрупнених територіальних громадах.

## Історія

### Староста в ОТГ (2015—2020)
У 2014—2015 роках в Україні почалася адміністративно-територіальна реформа, у процесі якої суміжні територіальні громади почали об'єднуватися у крупніші об'єднані територіальні громади (ОТГ). А для того, щоб інтереси жителів усіх сіл і селищ в об'єднаних територіальних громадах були належним чином представлені, законом «Про добровільне об'єднання територіальних громад» прийнятим 5 лютого 2015 року було запроваджено інститут старост, що мали обиратися жителями відповідних населених пунктів і представляти їх інтереси у виконавчих органах ради ОТГ.
Староста зокрема входив до виконавчого комітету ради ОТГ за посадою, мав допомагати жителям свого населеного пункту із підготовкою подачі документів до органів місцевого самоврядування, брати участь у підготовці бюджету ОТГ у частині, що стосується його населеного пункту, а також здійснювати інші обов'язки визначені у Положенні про старосту, що затверджувалося радою ОТГ. Зокрема рада ОТГ могла уповноважувати старосту або самостійно вчиняти нотаріальні дії, або передавати відповідні документи від мешканців до виконавчого органу ради і назад.
Питання виборів старост регулювалося Законом України «Про місцеві вибори» прийнятим 14 липня 2015 року. Перші вибори старост призначалися радою відповідної ОТГ, а до їх проведення обов'язки старости виконували голови тих громад, що об'єдналися.
Постановою Кабінету Міністрів від 22 липня 2016 року старосту віднесли до п'ятої категорії посад в органах місцевого самоврядування, а пізніше законом від 9 лютого 2017 року до шостої категорії. Це дозволило впорядкувати структуру та умови оплати праці новообраним старостам.
9 лютого 2017 року було прийнято закон, що чіткіше визначив статус і повноваження старости. Також цим законом було введено поняття «старостинського округу» ― території, на якій обирають старосту, і на яку поширюються його повноваження. Старостинські округи мали утворюватися радою ОТГ і могли складатися із декількох сіл і селищ окрім адміністративного центру ОТГ. Також було зафіксовано за старостами право на гарантований виступ у засіданнях ради ОТГ і її постійних комісій із питань, пов'язаних із його округом, а також додано контролюючі функції за використанням об'єктів комунальної власності і станом благоустрою у його окрузі.
Під час приєднання громад до ОТГ за спрощеною процедурою (із 19 березня 2017 року), приєднана громада ставала старостинським округом у новій громаді, а її голова автоматично ставав виконуючим обов'язки старости, зберігаючи за собою розмір та умови оплати праці, що він мав раніше.

### Після 2020 року
Відповідно до моніторингу Міністерства розвитку громад, територій та інфраструктури України щодо реалізації реформи місцевого самоврядування та територіальної організації влади в Україні станом на 01 жовтня 2023 року місцевою радою було затверджено лише 7482 старост, поки у складі територіальних громад по всій Україні було виділено 7567 старостинських округів.